# 卡斯塔涅德 (上加龙省)
卡斯塔涅德（法語：Castagnède，法語發音：[kastaɲɛd]）是法国上加龙省的一个市镇，属于圣戈当区。

## 地理
卡斯塔涅德（43°3'14"N, 0°58'44"E）面积3.32 平方千米，位于法国奧克西塔尼大區上加龙省，该省份为法国西南部内陆省份，西南端与西班牙接壤，自此顺时针与上比利牛斯省、热尔省、塔恩-加龙省、塔恩省、奥德省和阿列日省接壤。
与卡斯塔涅德接壤的市镇（或旧市镇、城区）包括：萨拉堡、拉卡沃、莫沃赞德普拉、普拉邦雷波、伊镇、萨莱克。

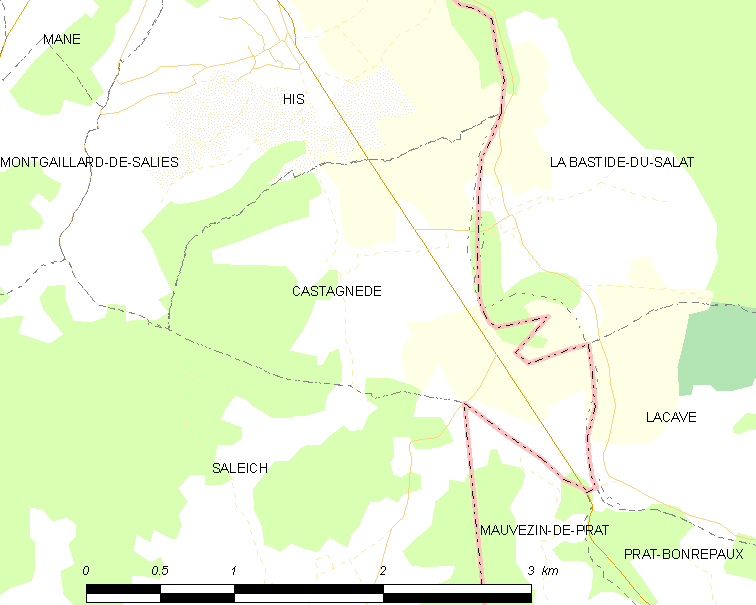
的OSM定位图

卡斯塔涅德的时区为UTC+01:00、UTC+02:00（夏令时）。

## 行政
卡斯塔涅德的邮政编码为31260，INSEE市镇编码为31112。

## 政治
卡斯塔涅德所属的省级选区为巴涅尔德吕雄县。

## 人口

1962-2008年间人口变化图示

卡斯塔涅德于2022年1月1日时的人口数量为178人。